# Gu Yuan
Gu Yuan, född 9 maj 1982, är en friidrottare från Kina. Hon deltog vid olympiska sommarspelen 2004.